# Lasioglossum clarigaster
Lasioglossum clarigaster là một loài Hymenoptera trong họ Halictidae. Loài này được Cockerell mô tả khoa học năm 1918.

## Hình ảnh

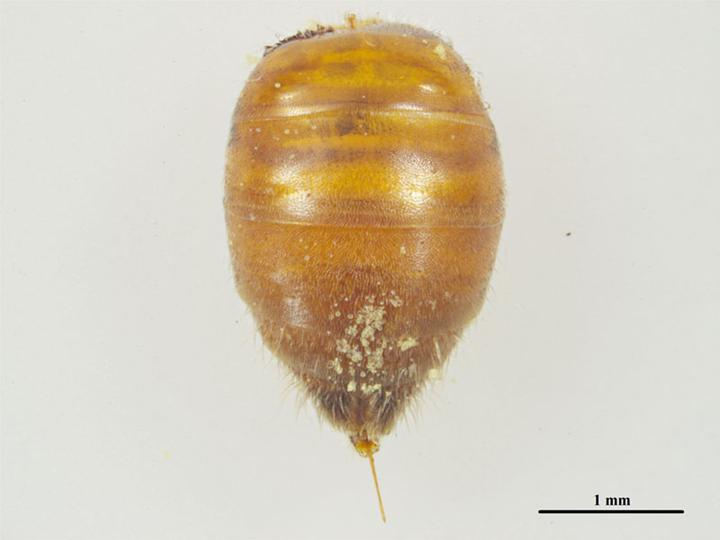